# Shahrestān-e ‘Anbarābād
Shahrestān-e ‘Anbarābād (persiska: شهرستان عنبرآباد, عنبرآباد) är en delprovins (shahrestan) i Iran.   Den ligger i provinsen Kerman, i den sydöstra delen av landet, 1 000 km sydost om huvudstaden Teheran.
Delprovinsen hade 82 438 invånare 2016.